# Битва при Болмане
Битва при Болмане (сербохорв. Битка код Болмана / Bitka kod Bolmana), также известная как Болманская битва (сербохорв. Болманска битка / Bolmanskа bitkа) и Битва на Болманском плацдарме (сербохорв. Борба на Болманском мостобрану / Borba na Bolmanskom mostobranu), — боевые действия соединений 12-го Воеводинского корпуса 3-й Югославской армии, а также частей 3-го Украинского фронта и 1-й Болгарской армии, направленные на отражение контрнаступления 91-го армейского корпуса группы армий «Е» вермахта и ликвидацию немецкого плацдарма в районе села Болман в период с 6 по 22 марта 1945 года. Бои на Болманском плацдарме являлись эпизодом Балатонской оборонительной операции и завершились поражением немецких войск. В немецкой историографии события битвы известны как форсирование частями группы армий «Е» реки Драва и захват плацдарма севернее Валпово в ходе операции под кодовым названием «Лесной дьявол» (нем. Unternehmen «Waldteufel»).

## Предыстория
После завершения Будапештской операции войска 2-го и 3-го Украинского фронтов получили 17 февраля 1945 года указание Ставки Верховного Главнокомандования о подготовке наступления в направлении на Братиславу и Вену. В то же время, поступающие разведывательные данные указывали на сосредоточение в Западной Венгрии крупных, преимущественно танковых, сил вермахта и намерение немецкого командования осуществить контрнаступление в районе озера Балатон. В сложившейся обстановке войскам 3-го Украинского фронта была поставлена задача: не приостанавливая подготовку наступления на Вену, временно перейти к обороне, на заранее подготовленных рубежах отразить немецкое контрнаступление, после чего начать наступление на венском направлении. Полная готовность к обороне устанавливалась к 3 марта.
В связи с подготовкой к отражению предстоящего немецкого контрнаступления, командующий фронтом Ф. И. Толбухин обратился к Верховному Главнокомандующему Югославской армии (ЮА) с предложением об обеспечении левого фланга 3-го Украинского фронта силами 12-го Воеводинского корпуса 3-й армии. 4 марта командование ЮА отдало приказ своей 3-й армии о подчинении 3-му Украинскому фронту югославских частей, расположенных севернее реки Драва.
Целью готовящегося немецкого наступление являлось уничтожение войск 3-го Украинского фронта в районе: река Дунай, озеро Балатон, река Драва. Замысел немецкого командования предусматривал наступление на трёх сходящихся направлениях. Главный удар наносили войска 6-й полевой и 6-й танковой армии СС между озёрами Веленце и Балатон в юго-восточном направлении с целью выхода к Дунаю, захвата Дунафёльдвара и рассечения войск 3-го Украинского фронта на две части. В последующем войска 6-й танковой армии СС должны были наступать на север и юг вдоль правого берега Дуная. Второй удар выполнялся 2-й танковой армией из района Надьканижи в направлении на Капошвар. Третий удар планировался силами 91-го армейского корпуса группы армий «Е» из района Дони-Михоляц на север, навстречу войскам 6-й танковой армии СС. По расчёту немецкого командования, наступление должно было обеспечить окружение и уничтожение главных сил 3-го Украинского фронта, выход немецких войск к Дунаю и захват плацдарма на его левом берегу. Поддержку с воздуха обеспечивала авиация 4-го воздушного флота.

## Планы, положение и силы сторон в районе обороны югославских войск

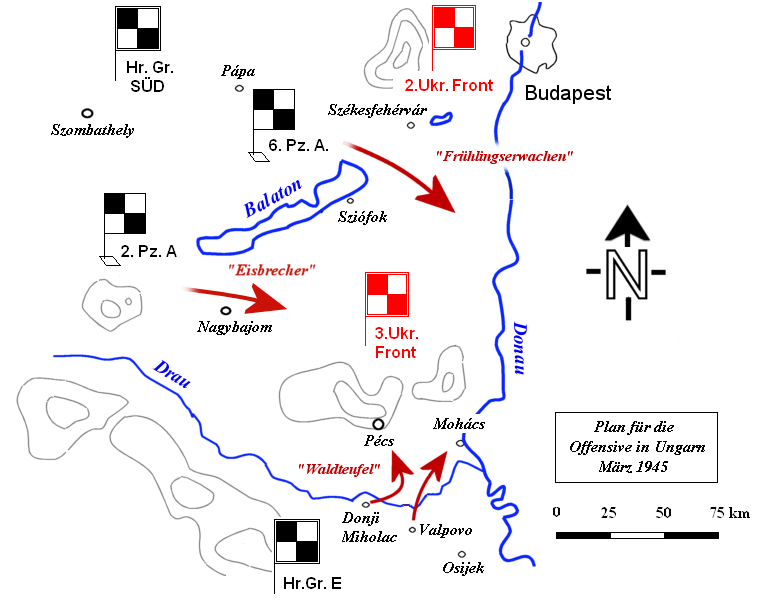
План немецкого наступления в Венгрии в марте 1945 года

Согласно плану операции «Лесной дьявол», 91-й армейский корпус группы армий «Е» должен был форсировать Драву на отрезке от Валпово до Дони-Михоляц, занять плацдарм и развивать наступление в направлении на Мохач. Для обеспечения этой задачи на правом берегу Дравы перед фронтом болгарской 1-й армии были сосредоточены 297-я пехотная и 104-я егерская дивизии. На участке перед линией обороны частей 3-й Югославской армии располагалась 11-я авиаполевая дивизия. От успеха планируемого наступления зависела дальнейшая судьба группы армий «Е». За Дравой ей противостояли болгарские и югославские войска, за ними стояли советские резервные соединения, которые могли быть задействованы в случае необходимости. Ввиду численного превосходства советских, а также союзных им болгарских и югославских войск, перспектива быть отрезанными от основных сил вермахта составляла для немцев вопрос существования.
По приказу группы армий «Е», под командованием генерала фон Эрдмансдорфа 6 марта 1945 переходили в наступление с форсированием реки Драва следующие соединения:

a) 11-я авиаполевая дивизия — возле Валпово (22 км юго-восточнее от Дони-Михоляц);

б) 297-я пехотная и 104-я егерская дивизия — возле Дони-Михоляц;

в) с целью отвлечения и сковывания сил противника боевая группа генерала Фишера производила демонстративные действия у села Мославина (15 км западнее Дони-Михоляц).
Боевые группы «а» и «б» должны были захватить высоты в 15—20 км севернее Дравы, объединить плацдармы и наличными мобильными силами, с введением в прорыв 1-й казачьей дивизии СС овладеть переправами у Батины и Мохача.
Вместе с тем, сложная военная обстановка в Боснии не позволила немецкому командованию создать на дравском участке фронта желаемую и относительно сильную ударную группировку. Неравными были силы наступающих и обороняющихся в артиллерии, танках и авиации. Так, для операции удалось стянуть лишь 5 самоходных штурмовых орудий и 16 итальянских лёгких танков. Ввиду отсутствия превосходства в живой силе и технике, а также большой удалённости от двух других наступающих группировок, успех операции «Лесной дьявол» зависел от продвижения на юг сильных соединений 6-й танковой ормии. В этих условиях командование группы армий «Е» делало максимум возможного для достижения 91-м корпусом быстрого успеха. Корпусу была придана 1-я казачья дивизия СС. Со Сремского фронта была снята и перемещена в качестве резерва в район Винковци 117-я егерская дивизия. Для обеспечения управления войсками в ходе предстоящей операции штаб группы армий «Е» передислоцировался из города Нова-Градишка в Джяково.
На противоборствующей стороне, в начале марта 16-я Воеводинская дивизия 12-го корпуса обороняла на левом берегу Дравы участок от села Торьянци до Старо-Село, a 36-я дивизия — от Старо-Село до устья Дравы. В армейском резерве состояла 51-я Воеводинская дивизия, части которой были сосредоточены в районе Бранина — Тополе — Кнежеви-Виногради. Авиационная поддержка частей 12-го корпуса обеспечивалась советской 10-й гвардейской штурмовой авиационной дивизией и югославской 42-й штурмовой авиационной дивизией из авиагруппы генерала А. Н. Витрука. Справа от югославских позиций, от села Торянци и далее вверх по течению Дравы держала оборону 1-я Болгарская армия. В связи с высокой концентрацией немецких сил вдоль фронта в Венгрии, Верховный Главнокомандующий ЮА обязал штаб 3-й армии повысить бдительность и боеготовность вверенных ему частей.

## Ход сражения

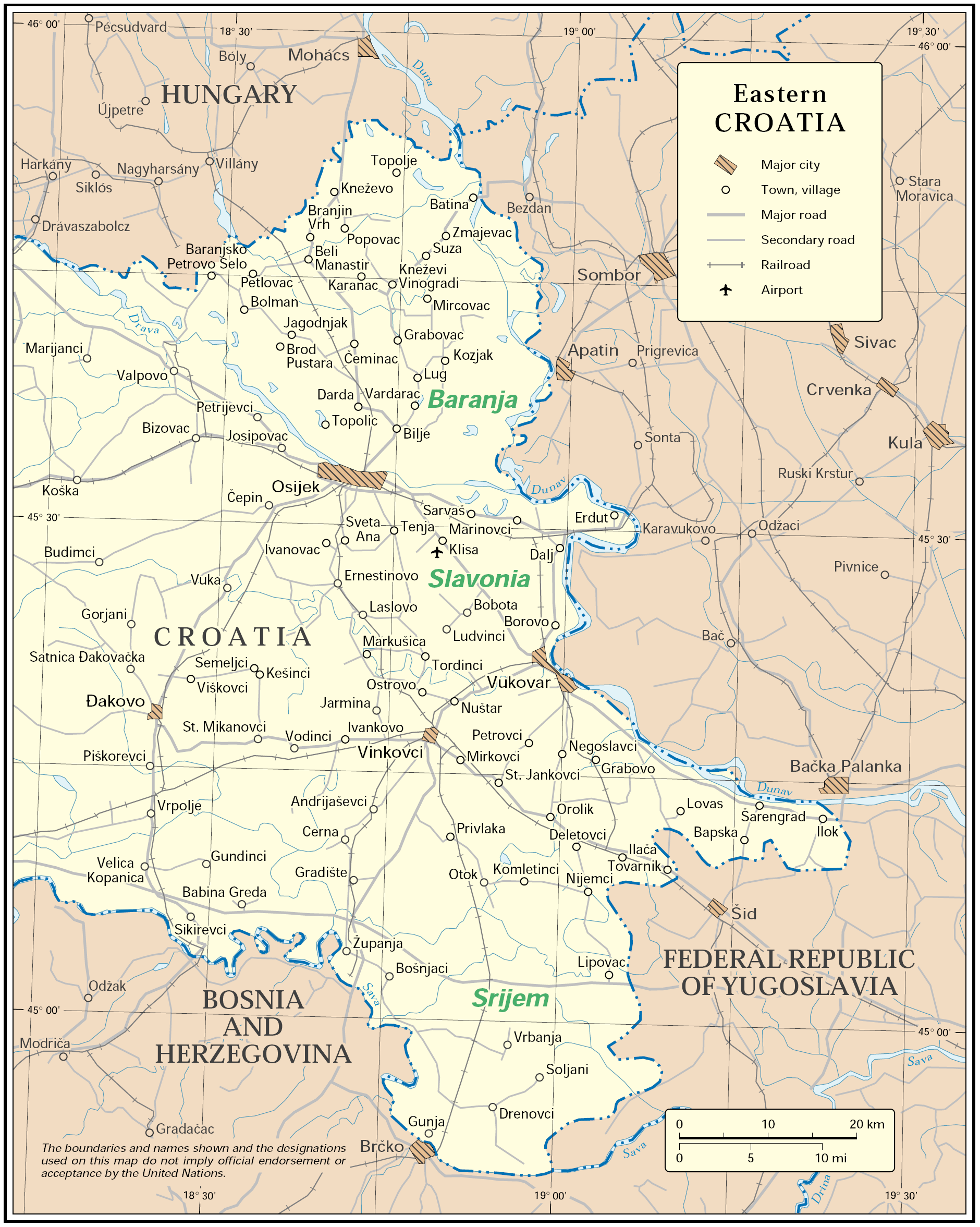
Восточная Хорватия

В ночь с 5 на 6 марта 11-я авиаполевая дивизия форсировала в четырёх местах Драву севернее Валпово на участке 16-й Воеводинской дивизии. Севернее от Дони-Михоляц, на линии обороны 1-й Болгарской армии, переправились на левый берег Дравы части 104-й егерской и 297-й пехотной дивизий. Несмотря на встреченное сопротивление 16-й дивизии, немцы ещё до утра 6 марта заняли сёла Нови-Бездан и Болман и захватили плацдарм до 8 км по фронту и до 5 км в глубину. Немецкие демонстративные переправы через Драву около cела Ретфала и на северной периферии Осиека были пресечены сильным огнём и контратакой подразделений 36-й дивизии. С этого дня на пространстве сёл Нови-Бездан и Болман были введены в бой из армейского резерва 8-я и 12-я бригады 51-й дивизии, а на следующий день — 7-я и 14-я бригады. В течение 6 марта югославские бойцы дважды выбивали немцев из Болмана, но после ответных контратак были вынуждены отступить. В целом, в первый день боёв инициатива была на немецкой стороне, а в действиях югославских частей отмечались поспешность и несогласованность. Используя ошибки, несогласованность действий и недостаточное владение югославским командованием оперативной ситуацией на плацдарме, немцы нанесли утром 7 марта фланговые удары по 16-й и 51-й дивизиям. Им вскоре удалось расширить плацдарм, так как предпринятые ночью меры югославских частей были недостаточно скоординированы, а их подразделения пребывали в состоянии перегруппирования или на подходе к месту назначения. Вследствие такого развития событий югославские 4-я и 8-я бригады, вместо того, чтобы охватить переправившиеся немецкие войска с флангов и нанести им удар во фланг и тыл, сами оказались в полуокружении и под перекрёстным огнём неприятеля. Весь день шли встречные бои. Атаки и контратаки противоборствующих сторон меняли одна другую. Село Болман трижды переходило из рук в руки. И всё же, несмотря на сложность ситуации, в течение дня почти все атаки немецкой 11-й авиаполевой дивизии были отбиты. Немцам удалось захватить только село Майшке-Медже. Три попытки 12-й бригады вернуть его остались без успеха.
8 марта немцы предприняли попытку прорваться в направлении населённого пункта Бараньско Петрово-Село, но были остановлены 8-й бригадой 51-й дивизии. Возобновлённые ночные атаки немецких подразделений на этом участке также были отбиты 8-й бригадой. 9 марта немцы атаковали на всём плацдарме, сосредоточив удары против 16-й дивизии и заняли Бараньско Петрово-Село. Но этот успех был недостаточен. Югославские и болгарские войска, поддерживаемые частями советского 133-го стрелкового корпуса, держали оборону на направлениях удара 91-го корпуса и не давали объединить оба плацдарма. По признанию бывшего начальника штаба группы армий «Е» генерал-майора Э. Шмидт-Рихберга, уже 9 марта немецкому командованию стало ясно, что ожидать успеха наступления на плацдармах больше не стоит. 10 марта бои продолжились с новой силой. В течение дня контратаками 7-й и 12-й бригады 51-й дивизии, а также введённой из резерва 15-й бригады 16-й дивизии были отбиты все атаки немцев в районе сёл Майшке-Медже и Болман. Не сумев преодолеть сопротивление и контратаки 12-го Воеводинского корпуса, части 11-й авиаполевой дивизии вынуждены были отойти на исходные позиции и занять оборону.
В течение всех дней боёв на плацдарме активную поддержку югославским войскам с воздуха оказывала авиация 17-й воздушной армии и югославской 42-й штурмовой авиадивизии. Ударами по переправе и боевым порядкам немцев штурмовики и бомбардировщики наносили им потери, срывали сроки переброски на плацдарм артиллерии, частей 104-й и 1-й казачьей дивизий, а также военной техники.
Тем временем войска 3-го Украинского фронта отразили контрнаступление 6-й танковой армии СС. В связи с этим, немецкое командование отдало 14 марта приказ группе армий «Е» об отводе своих сил с плацдармов на правый берег Дравы. К этому времени на плацдарме у Дони-Михоляц для немецких войск сложилась тяжёлая ситуация. Чтобы оказать им поддержку, в ночь с 17 на 18 марта командование 91-го корпуса ввело в бой на Болманском плацдарме 4-й Кубанский полк и 1-й артиллерийский дивизион из состава 1-й казачьей дивизии СС. Удар наносился вдоль Дравы в направлении Дони-Михоляц на правом фланге 16-й дивизии. Немцам удалось продвинуться вперёд, захватить село Торянци и выйти к венгерской границе. Но их успех развития не имел. 1-я и 4-я бригады 16-й дивизии совместно с одним полком 16-й болгарской дивизии и советским мотоциклетным полком 133-го стрелкового корпуса контратаковали казаков ночью 18 марта и отбросили их на исходную позицию. С целью подготовки к заключительной фазе боёв, ночью с 19 на 20 марта и днём 20 марта на плацдарме осуществлялись перегруппирование и концентрация сил частей югославской 3-й армии, 133-го стрелкового корпуса (один стрелковый и один мотоциклетный полки) и 1-й Болгарской армии (около одного стрелкового полка). Первоначально предполагалось нанести удар с целью ликвидации Болманского плацдарма утром 21 марта, однако командование 3-го Украинского фронта перенесло срок атаки на 22 марта. Немцы воспользовались этой задержкой и в ночь с 20 на 21 марта отвели артиллерийские и казачьи подразделения на правый берег Дравы. Обнаружив отход неприятеля, 16-я и 51-я воеводинские дивизии инициативно перешли 21 марта в наступление и заняли сёла Бараньско Петрово-Село, Майшке-Медже, Болман и Джорджев-Двор. Их действия поддержали один полк Красной армии и один полк болгарской 16-й дивизии. К 24 часам 22 марта последние арьергардные отряды немцев были частью уничтожены, частью отброшены на правый берег. Плацдарм у Валпово был ликвидирован. За этот успех командующий 3-м Украинским фронтом объявил благодарность войскам 3-й Югославской армии.

## Итоги
В боях на плацдарме 12-й Воеводинский корпус НОАЮ потерял убитыми около 660 человек, ранения получили по разным данным 2270—2331 человек, от 120 до 275 человек пропали без вести. По данным штаба 3-й Югославской армии, общие потери войск 91-го армейского корпуса на плацдарме у Валпово составили убитыми и ранеными около 6000 человек. По немецким данным — около 2000 человек. Немецкий историк Карл Хниликка не указывает число потерь, но отмечает, что войскам 91-го корпуса удалось вывести свои части с плацдарма, сохранив их боеспособность, несмотря на становившийся всё более сильным натиск союзных югославских, советских и болгарских войск.
Немецкое контрнаступление закончилось поражением. По этому поводу активный участник событий генерал-майор Э. Шмидт-Рихберг писал: «Это была… последняя отчаянная попытка политического спасения германского юго-востока. Если бы наступление имело хотя бы частичный успех, то это могло бы повлечь за собой временную разрядку обстановки и в Югославии. Ход операций на фронте группы армий „Юг“ не только похоронил последние надежды на восстановление положения в Дунайско-Карпатском регионе, но и отвлёк в Венгрию новые необходимые силы из района группы армий „Е“».
Успешное завершение боёв на Болманском плацдарме знаменует вклад 3-й Югославской армии в общую победу в Балатонской оборонительной операции. Войска 12-го Воеводинского корпуса остановили немецкое наступление и не дали противнику выполнить стоявшую перед ним задачу прорыва к переправам на Дунае и городу Печ. Установившееся после этого затишье на Дравском фронте дало возможность 3-й армии накопить силы для завершающего этапа освобождения страны.

## Память

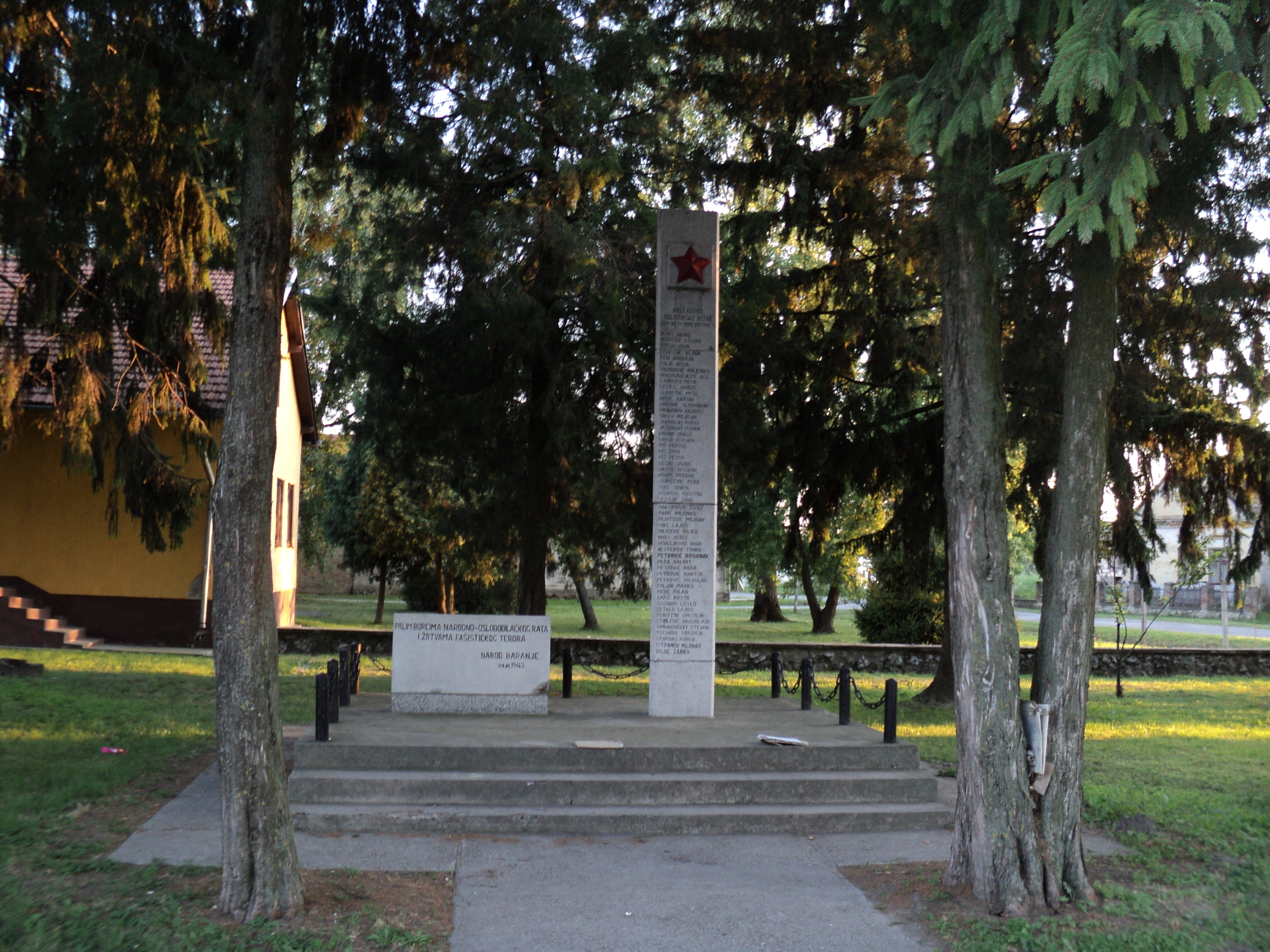
Памятник погибшим в Болманской битве

В память о сражении воздвигнуты два монумента погибшим бойцам 12-го Воеводинского корпуса НОАЮ. Центральный памятник сооружён в 1951 году на высоте 92 на северо-западной околице села у развилки дороги, ведущей из Болмана в Бараньско Петрово-Село, где происходили самые тяжёлые бои. Второй памятник стоит в центре села Болман.